# 科爾曼 (德克薩斯州)
科爾曼（英語：Coleman）是一個位於美國德克薩斯州科爾曼縣的城市。根據2010年美國人口普查，該地共人口4709人，而該地的面積約為16.00平方千米。同時該地也是科爾曼縣的縣治。

## 地理
科爾曼的座標為31°49′40″N 99°25′32″W / 31.82778°N 99.42556°W，而該地的平均海拔高度為519米（即1703英尺）。